# Tetraleurodes ghesquierei
Tetraleurodes ghesquierei es un hemíptero de la familia Aleyrodidae, con una subfamilia: Aleyrodinae.
Fue descrita científicamente por primera vez por Dozier en 1934.